# 枯死
| ウィキペディアには「枯死」という見出しの百科事典記事はありません（タイトルに「枯死」を含むページの一覧/「枯死」で始まるページの一覧）。 代わりにウィクショナリーのページ「枯死」が役に立つかもしれません。 |